# Klein kaasjeskruid
Klein kaasjeskruid (Malva neglecta) is een vaste plant uit de kaasjeskruidfamilie (Malvaceae).
De plant wordt 10-40 cm hoog met meestal liggende stengels. Klein kaasjeskruid bloeit van juni tot september met lila, paarsachtig of soms witachtige bloemen. De kroonbladen zijn niet langer dan 1 cm en twee tot drie maal zo lang als de kelk.
Per bloem wordt een splitvrucht met ongeveer vijftien gladde, maar aan de rugzijde behaarde, 2,5 mm lange, deelvruchten gevormd.

## Ecologie
Klein kaasjeskruid komt voor op stikstofrijke, bewerkte ruderale gronden bij boerderijen en in bermen.

### Waardplant
Klein kaasjeskruid is een waardplant voor rupsen van Pyrgus communis, Strymon melinus, Vanessa annabella, Vanessa cardui, Helicoverpa zea en Heliothis virescens.

## Verspreiding
Het verspreidingsgebied van klein kaasjeskruid strekt zich uit over Europa en West-Azië. De soort is in het westelijke en noordelijke deel van Nederland vrij algemeen, maar elders is de plant zeldzaam.

## Fotogalerij

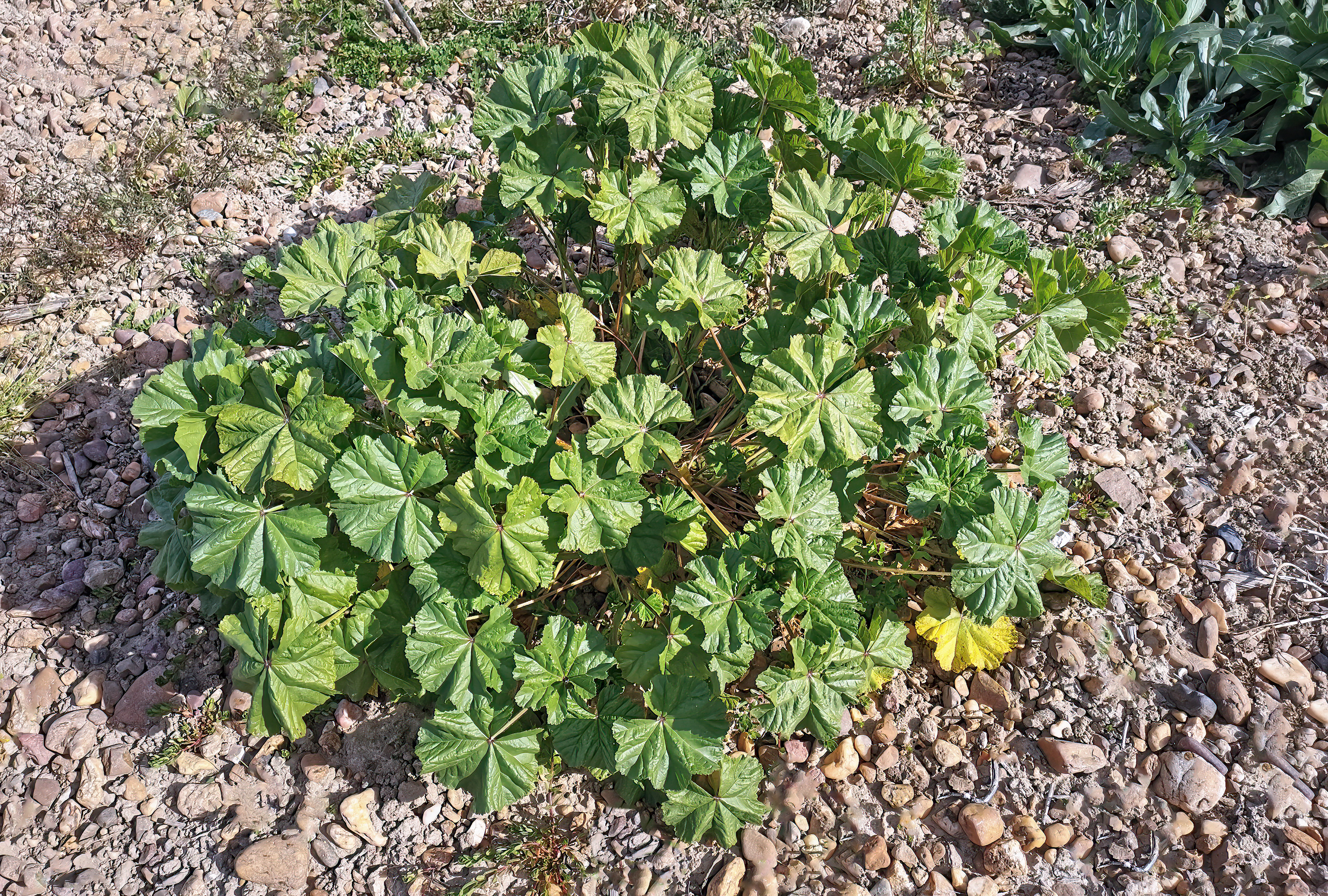
Plant
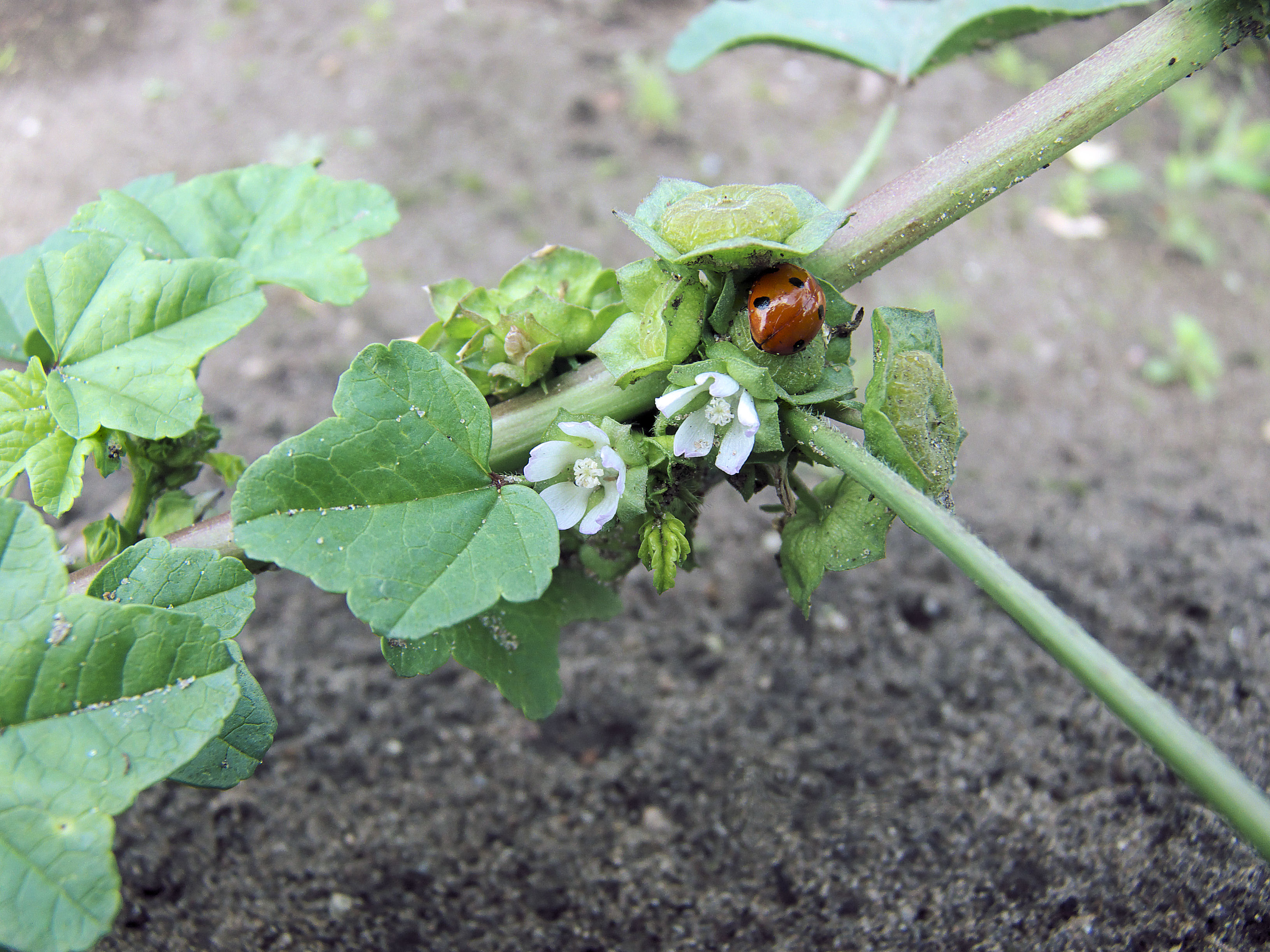
Bloemen
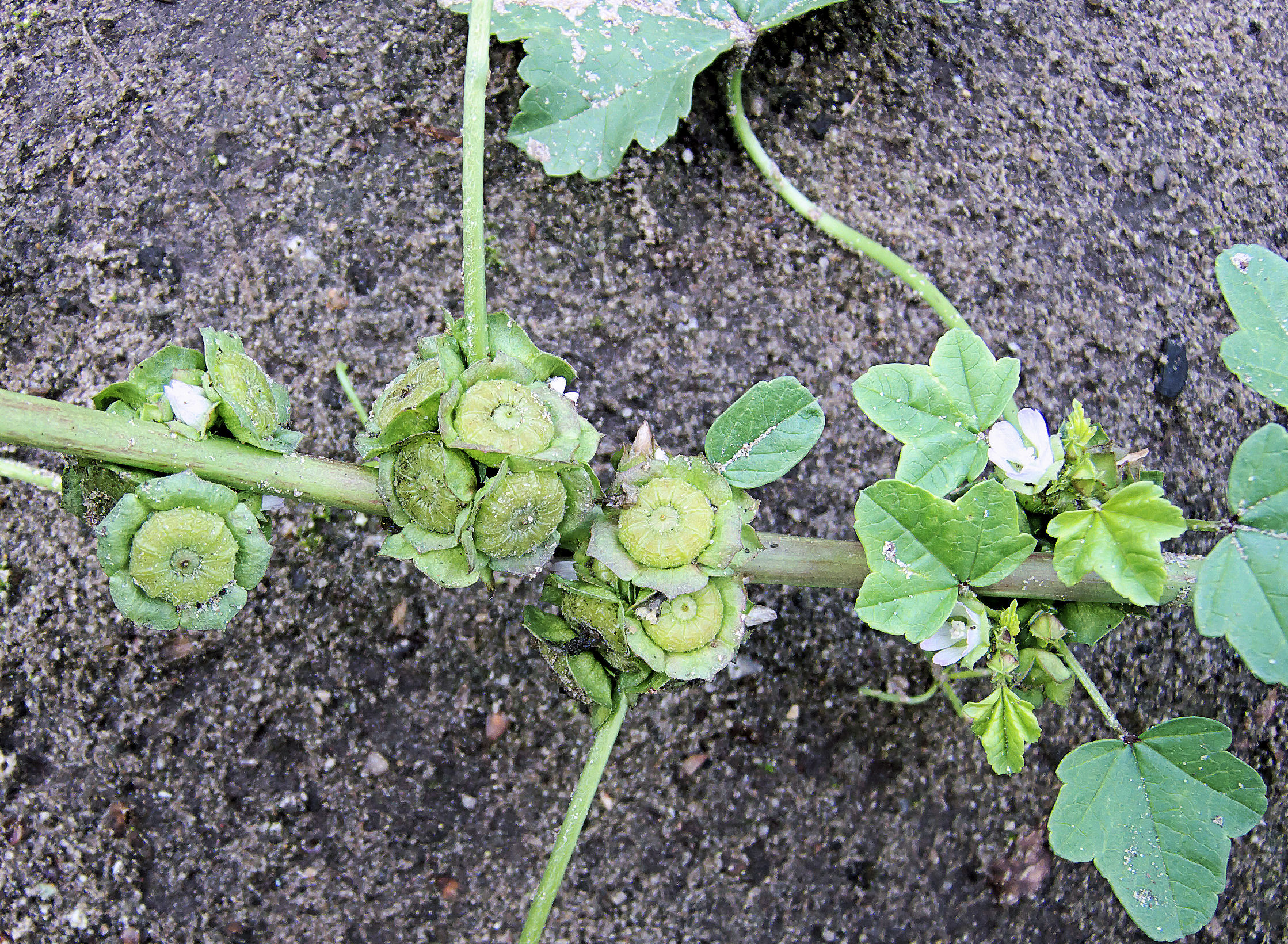
Vruchten
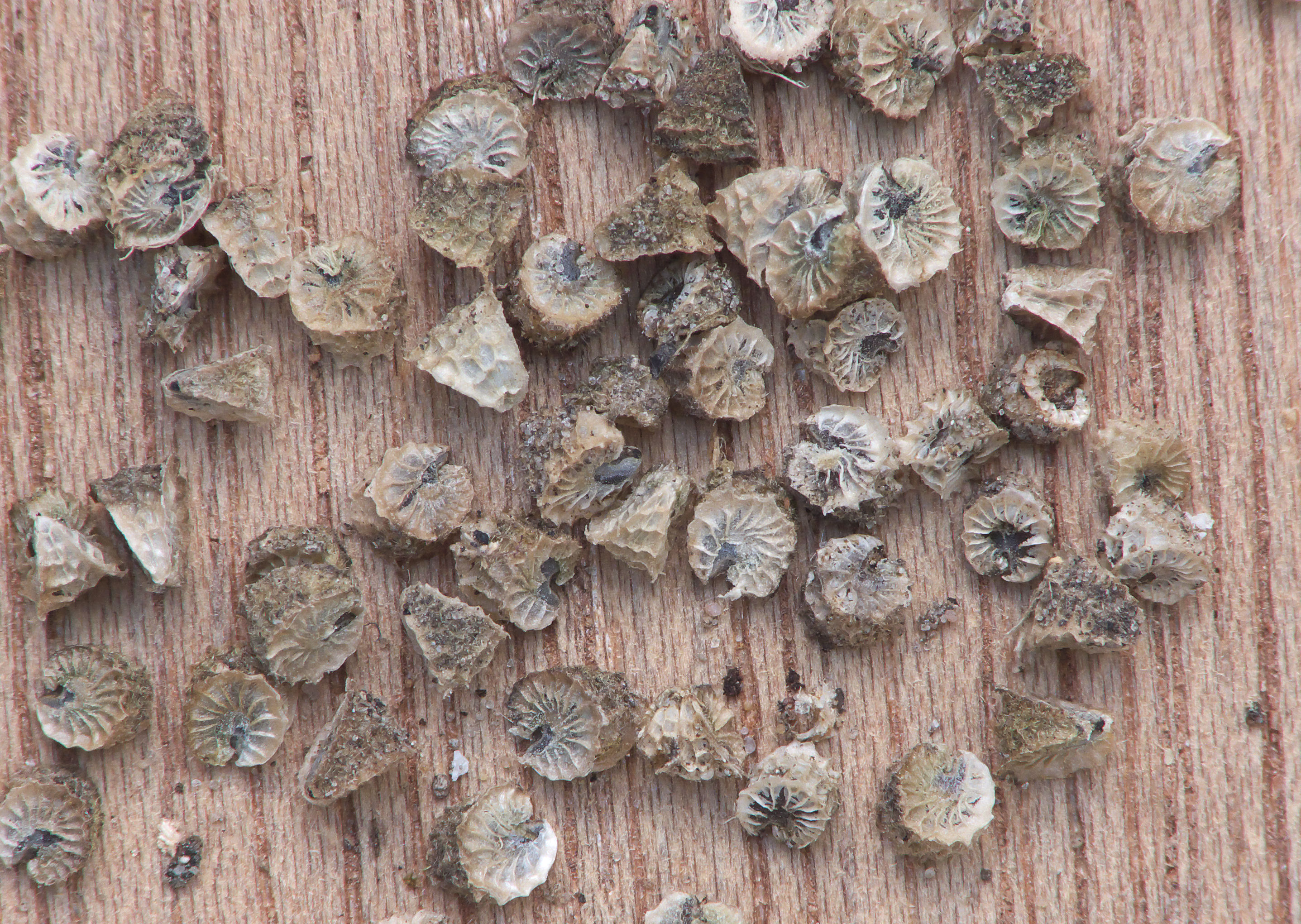
Zaden (deelvruchten)